# Luberon

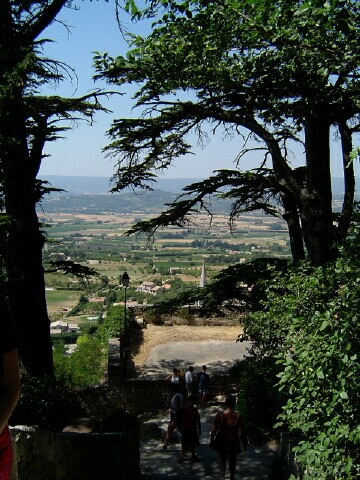
Vista del valle de Luberon.

El macizo de Luberon (Occitano provenzal: Leberon en norma clásica o Leberoun según la norma mistraliana) tiene una altitud máxima de 1.256 m s. n. m. y una superficie de alrededor de 600 km². Está compuesto por tres cadenas montañosas: (de oeste a este) el Pequeño Luberon, el Gran Luberon y el Luberon Oriental, que quedan en mitad de la Provenza en el sur de Francia. El valle entre ellos contiene un número de ciudades y pueblos así como tierra agrícola.
El número total de habitantes varía en gran medida entre el invierno y el verano, debido al masivo influjo de turistas durante la estación cálida.
Es un destino favorito para la alta sociedad francesa, británica y estadounidense debido a las localidades agradables y pintorescas, una forma de vida cómoda, riqueza agrícola, asociaciones históricas y culturales (p.e. Samuel Beckett vivió en Roussillon durante la Segunda Guerra Mundial), y senderos.
En los setenta, la gente provenía de toda Francia a "Le Luberon" en busca de un ideal comunitario.
La Force de frappe o arsenal nuclear estratégico francés que solía estar cerca, subterráneo, en "Le plateau d'Albion" antes de ser desmantelada a finales de los ochenta. Hoy, el sitio subterráneo, donde el control de los misiles fue, es un laboratorio multidisciplinar público de la Universidad de Niza Sophia Antipolis, el Laboratorio Subterráneo de Bajo Sonido de Rustrel - Pays d'Apt (http://lsbb.unice.fr).
En las últimas dos décadas el Luberon ha sido conocido para los anglosajones especialmente a través de una serie de libros del escritor británico Peter Mayle que narra su vida en el extranjero como un expatriado que se asienta en el pueblo de Luberon en Ménerbes. Uno de los libros de Mayle fue pasado al cine Un buen año (2006) dirigido por Ridley Scott, protagonizada por Russell Crowe y rodado en la región.

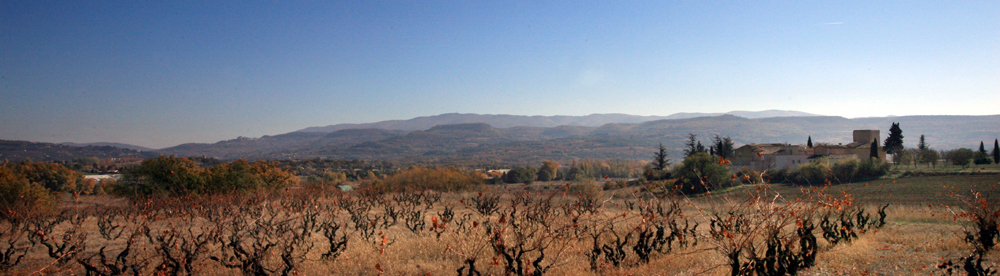
El "Grand Luberon", desde el noroeste, con una aldea en primer plano y viñedos en el valle de Calavon.

### Protección medioambiental
En 1977, una parte del macizo fue clasificado como parque natural regional. Sus misiones van desde el urbanismo y la restauración arquitectónica hasta la protección y el mantenimiento de los entornos naturales, pasando por la acogida e información. En diciembre de 1997, fue oficialmente admitida por la UNESCO en la red mundial de reservas de la biosfera.
Además, en 1987, la diversidad y la riqueza en fósiles justificaron la clasificación de algunos sitios como reserva natural geológica. Este última consta de 28 emplazamientos repartidos en 20 comunas. Para promover esta riqueza, se instaló un museo de paleontología en la Casa del Parque en Apt.

## Flora y fauna

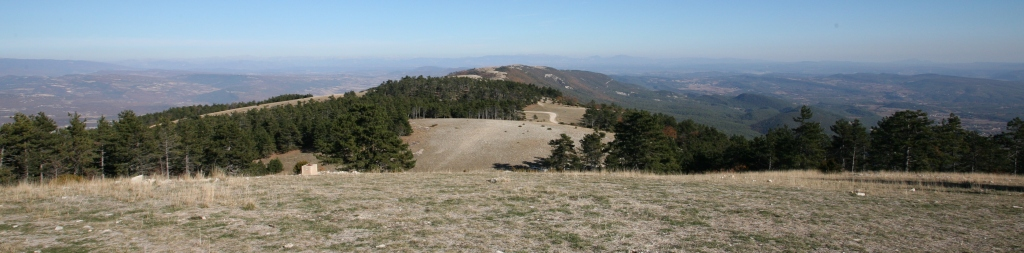
Vista al este desde lo alto del Grand Luberon (Mourre Nègre).

Luberon es particularmente rico en términos de diversidad biológica. Se conocen alrededor de 1.500 especies de plantas, sumando el 30% de la flora y fauna de Francia, 17.000 especies y subespecies de insectos con casi 2300 especies de lepidópteros, o casi el 40% de las especies vivas en Francia, 341 especies y subespecies de fauna vertebrado, 135 especies de aves y 21 especies de murciélagos o 70% de las especies presentes en Francia. Entre las 1.500 especies diferentes de plantas, hay 700 especies y subespecies de plantas superiores y 200 especies de líquenes.

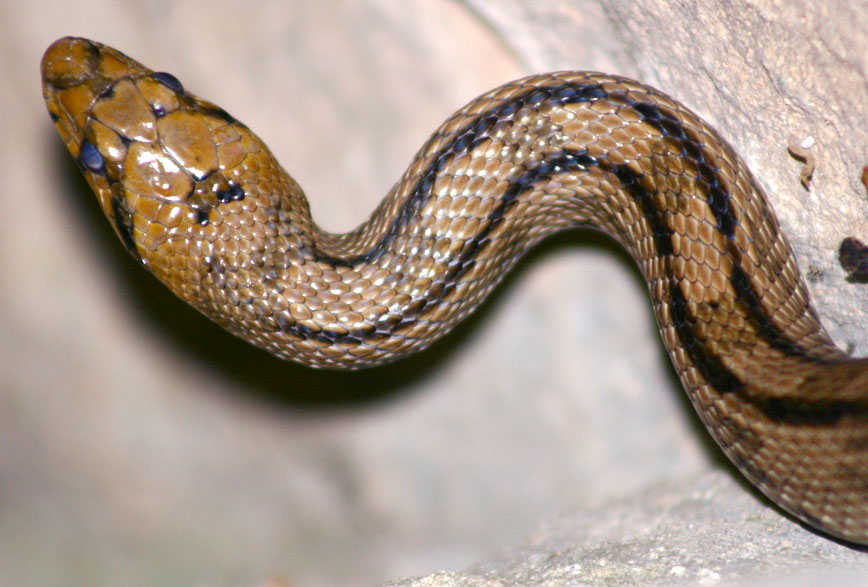
Serpiente (Elaphe scalaris)
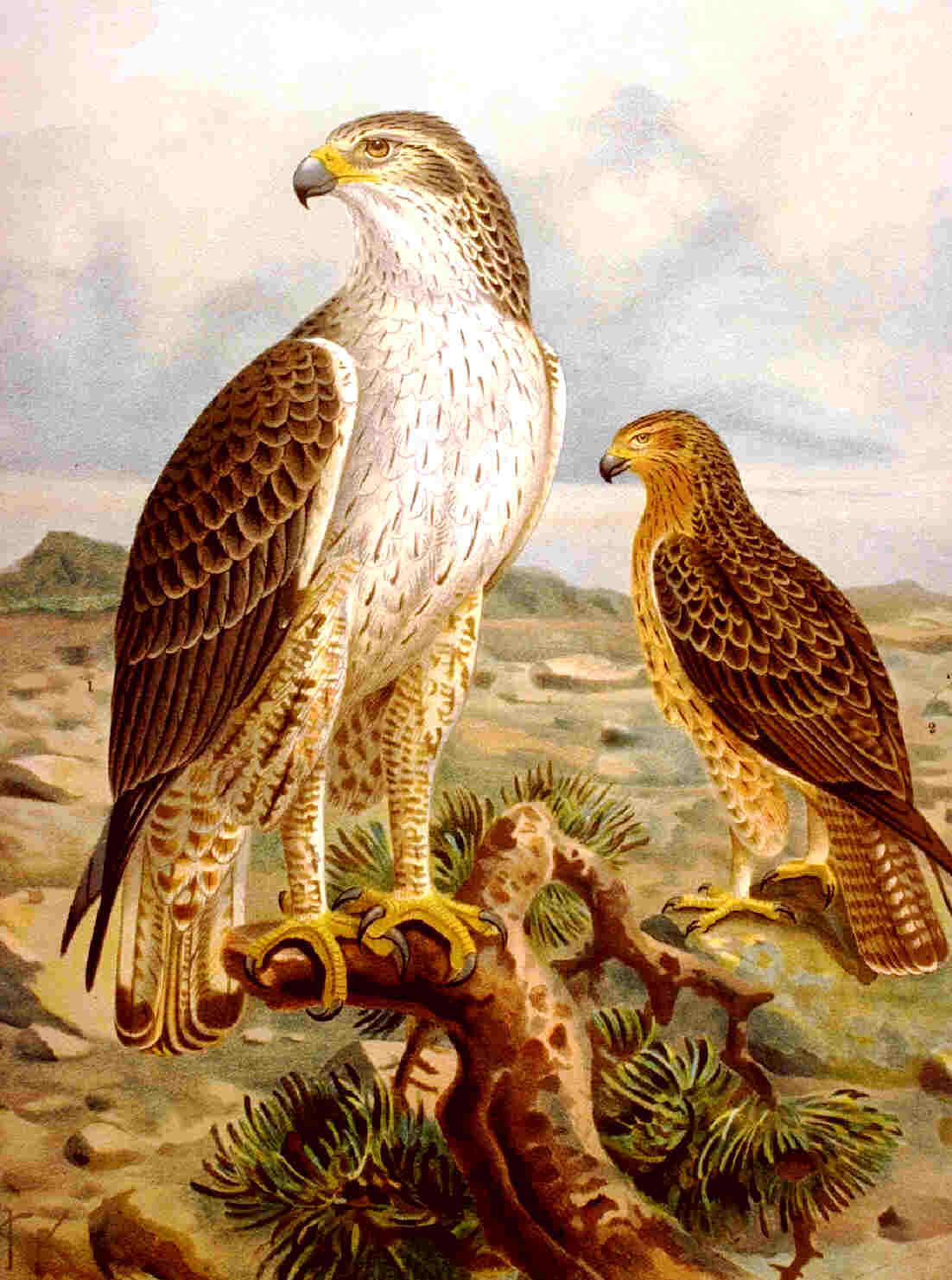
Águilas de Bonelli
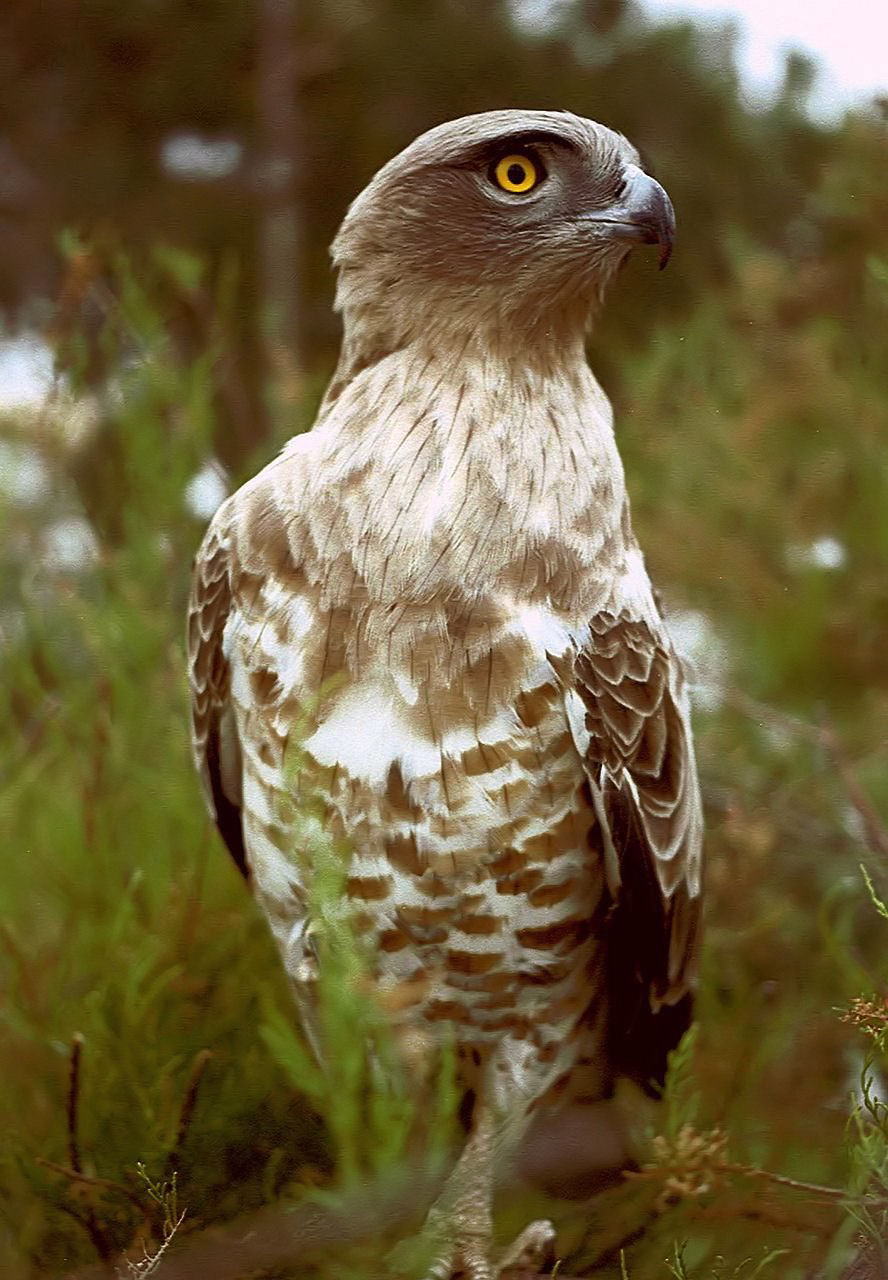
Circaetus gallicus, la rapaz más grande de Luberon

## Municipios en elParc naturel régional du Luberon
- En Vaucluse:

- Ansouis

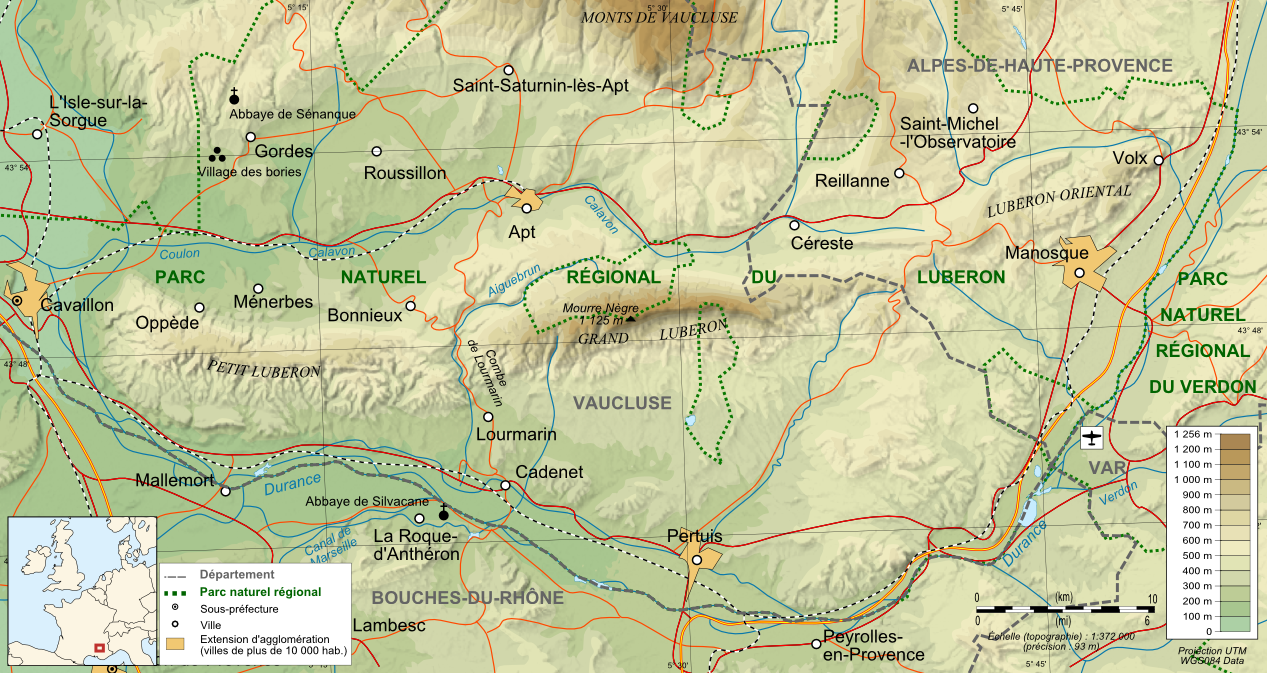
El Luberon y sus alrededores.

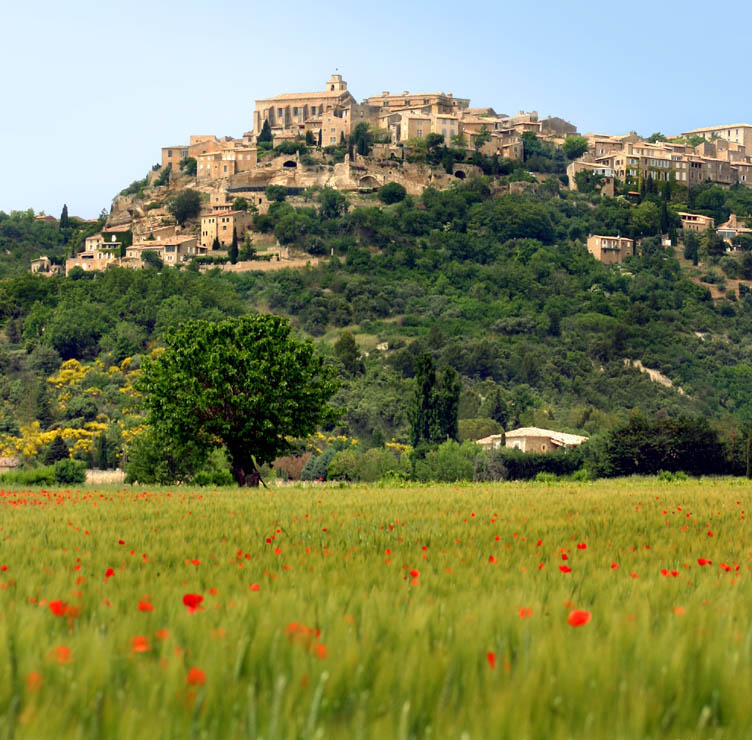
Gordes desde el valle

- Apt, pequeña ciudad cerca del extremo oriental del valle de Luberon
- La Bastide-des-Jourdans
- La Bastidonne
- Beaumettes
- Beaumont-de-Pertuis
- Bonnieux
- Buoux
- Cabrières-d'Aigues
- Cadenet
- Caseneuve
- Cavaillon, pequeña ciudad en la entrada occidental del valle de Luberon
- Cheval-Blanc
- Cucuron
- Gargas
- Gordes
- Goult
- Grambois
- Joucas
- Lacoste
- Lagarde-d'Apt
- Lauris
- Lioux
- Lourmarin
- Maubec
- Ménerbes
- Mérindol
- Mirabeau
- Murs
- Oppède
- Pertuis
- Peypin-d'Aigues
- Puget
- Puyvert
- Robion
- Roussillon
- Rustrel
- Saignon
- Saint-Martin-de-Castillon
- Saint-Martin-de-la-Brasque
- Saint-Pantaléon
- Saint-Saturnin-lès-Apt
- Sannes
- Taillades
- La Tour-d'Aigues
- Vaugines
- Viens
- Villars
- Villelaure
- Vitrolles-en-Luberon

- En Alpes de Alta Provenza:

- Aubenas-les-Alpes
- La Brillanne
- Céreste
- Dauphin
- Forcalquier
- Limans
- Lurs
- Manosque
- Montfuron
- Montjustin
- Niozelles
- Oppedette
- Pierrerue
- Pierrevert
- Reillanne
- Revest-des-Brousses
- Saint-Maime
- Saint-Martin-les-Eaux
- Saint-Michel-l'Observatoire
- Sainte-Tulle
- Vachères
- Villemus
- Villeneuve
- Volx

## El "Triángulo dorado" de Luberon
- Bonnieux, pueblo en la frontera entre el Pequeño y Gran Luberon
- Gordes, frente al Luberon, este pueblo está considerado la cumbre del Triángulo Dorado (la base está formada por las montañas del Pequeño Luberon)
- Goult, colgada de una colina en el medio del medio del valle del Luberon.
- Lacoste y el antiguo castillo del tío del "Marqués de Sade"
- Ménerbes
- Oppède con su sección histórica colgada en la ladera de la colina Oppéde-le-Vieux
- Roussillon, como Goult, trepada en una colina dentro del valle de Luberon

### Luberon meridional
- Lourmarin, pueblo en la frontera entre el Pequeño y el Gran Luberon
- Cucuron